# An dem Feste (Bruckner)
An dem Feste, WAB 59a, ist ein Lied, das der 19-jährige Anton Bruckner 1843 während seines Aufenthalts als Lehrergehilfe in Kronstorf komponierte. 1893, gegen Ende seines Lebens, änderte Bruckner die Partitur leicht und ließ Karl Ptak einen weiteren Text auf das Lied setzen, mit dem Titel Tafellied, WAB 59c.

## Geschichte
Bruckner komponierte dieses Jugendwerk nach einem Fünf-Strophen-Text des Kronstorfer Pfarrers Alois Knauer 1843 während seines Aufenthalts als Lehrergehilfe. Er widmete es Josef Ritter von Pessler, dem Pfarrer von Enns. Das Werk wurde am 19. September 1843 in der Kirche von Enns aufgeführt. Das Werk, dessen Originalmanuskript im Archiv der Wiener Stadt- und Landesbibliothek aufbewahrt wird, erschien erstmals in Band I, S. 231–233, der Göllerich/Auer-Biographie. Die Originalvertonung von An dem Feste und eine Variante für gemischten Chor sind in Band XXIII/2, Nr. 1 der Gesamtausgabe erschienen.

### Tafellied
Gegen Ende seines Lebens ließ Bruckner Karl Ptak einen weiteren Text auf das Lied setzen und modifizierte die Partitur leicht, mit dem Titel Tafellied, WAB 59c. Das revidierte Lied, dessen Komposition am 22. Februar 1893 fertiggestellt wurde, wurde am 11. März 1893 vom Wiener Akademischen Gesangsverein aufgeführt. Tafellied erscheint im Band XXIII/2, Nr. 36 der Gesamtausgabe.

### Spätere Ausgaben
1928 veröffentlichte Anton Böhm & Sohn eine neue Fassung von Bruckners populärem Lied nach D-Dur mit einem Text von Ludwig Carl Kraus (Freudig laßt das Lied erschallen in der hehren Feierstund) mit dem Titel Festlied. Diese Neuauflage des Liedes wurde ursprünglich von Renate Grasberger als WAB 67 klassifiziert. Zwei Jahre später (1930) veröffentlichten Anton Böhm & Sohn erneut eine neue Fassung in C-Dur für gemischten Chor mit einem Text von Alfred Zehelein (Heil dem Feste,  das uns heute traut im engen Kreis vereint).

## Musik
Das 20-Takte lange Werk (16 Takte plus Wiederholung der letzten 4 Takte) in Des-Dur, das für Männerchor besetzt ist, verwendet fünf Strophen.  Es gibt auch eine Besetzung für gemischten Chor.
Das revidierte, 16 Takte lange Tafellied verwendet drei Strophen.

## Text
An dem Feste verwendet einen Text von Alois Knauer.
An dem Feste, das uns heute 

zu dem frohen Kreis vereint,

Wallt empor das Herz in Freude, 

das es liebend edel meint.

Er, den wir mit Recht verehren, 

unser Hirt und Hirtenhirt,

Auf der Pilgerbahn, der schweren, 

die durch Labyrinthe führt.

Er, an dessen Hand nicht Bürde, 

sanftes Joch die Tugend ist,

Er hat heut, der Mann der Würde, 

dieses Sein zuerst begrüßt.

Dank dir, schöner Tag der Tage, 

einen Vater gabst uns du,

Einen Tröster in der Klage, 

allen einen Freund dazu.

Guter Dechant! Nicht in Tönen, 

nein im Herzen bringen wir

Am Erinn'rungstag, dem schönen, 

alle unsre Wünsche dir.

Bringen sie der Mutter alle, 

die dich trug an ihrem Herz,

Wo du wallst, sie wallt, da walle, 

Gottesfreund, mit Prüfungsschmerz.

Bringen sie vom Herzensgrunde 

all den guten Lieben dein,

Segen deiner ersten Stunde 

durch der Jahre lange Reih'n.

Hoch! So klingt die deutsche Weise, 

hoch bis zu dem dunklen Tor,

Hoch nach dieser Pilgerreise 

zu der lichten Höh' empor.

Freund und Vater hier der deinen, 

aller uns dir anvertraut,

Ist in ew'gen Friedenshainen 

dir die Ruhstatt schon gebaut.

Ist gebaut dir, und uns andern 

baut die Stätte deine Hand.

Auf, lasst uns in Liebe wandern, 

ein Gebot im Friedensland.
Tafellied verwendet einen Text von Karl Ptak.
Durch des Saales bunte Scheiben

Fällt das Licht allmächtig ein,

Bringt zu unsrem frohen Treiben

Erst den vollen Glorienschein.

Weiht dem Licht die erste Spende,

Aller Segen kommt vom Licht.

Steht zum Licht bis an das Ende,

Wo im Aug' kein Strahl mehr bricht.

Lichtesritter, Geistesretter

Hat noch keine Nacht bedroht.

Licht zerreißt die finstern Wetter,

Licht ist stärker als der Tod.

Sprengt die Haft der blonden Garbe,

Die man froh der Ceres bringt.

Leiht dem Kranz die Pracht der Farbe,

Den ins Haar die Kunst sich schlingt.

Grüßt das Licht in holden Augen,

Grüßt es jubelnd im Pokal!

Glücklich, deren Herzen saugen,

Blumen gleich, der Schönheit Strahl.

Selig, die nach Wahrheit ringen,

Mag sie schweben himmelweit!

Heil dem Genius, der die Schwingen

Regt zum Flug durch alle Zeit.

## Diskografie

### An dem Feste
Es gibt eine einzige Aufnahme der Originaleinstellung:
- Thomas Kerbl, Männerchorvereinigung Bruckner 12, Weltliche Männerchöre – CD: LIVA 054, 2012 – 1. und 5. Strophe

### Tafellied
Es gibt zurzeit keine Aufnahmen von Tafellied.